# Augustin Ostermayer
Augustin Ostermayer OSB, Taufname Johannes Michael (* 3. Dezember 1694 in München; † 15. September 1742 in Stephansposching), war ein deutscher Benediktiner und Abt des Benediktinerklosters Metten in Niederbayern.

## Biografie
Johannes Michael Ostermayer schloss 1710 das Jesuitengymnasium München (heute: Wilhelmsgymnasium München) ab.
Bei der feierlichen Profess in Metten 1712 erhielt Johannes Michael Ostermayer den Ordensnamen Augustin. Anschließend studierte er Theologie an der Benediktineruniversität Salzburg und wirkte im dortigen Konvikt als Subregens. Nach der Priesterweihe 1718 ging er zum Studium der Rechte an die Bayerische Landesuniversität Ingolstadt. Nachdem er das Studium erfolgreich abgeschlossen hatte, kehrte er in sein Heimatkloster zurück und wurde als Kaplan mit der Seelsorge in der dem Kloster Metten anvertrauten Pfarrei Stephansposching betraut.
Als 1730 nach nur einjähriger Amtszeit Abt Benedikt Höld verstarb, wählte der Konvent von Metten Augustin Ostermayer zu dessen Nachfolger. Als Abt tat sich Augustin Ostermayer als Bauherr hervor. Er führte die Arbeiten an dem von seinen Vorgängern begonnenen Neubau der dem Kloster Metten unterstehenden Pfarrkirche in Michaelsbuch fort und legte dort den Grundstein zu einem neuen Pfarrhaus. Im Kloster Metten wurde 1734 mit dem Bau des Ostflügels des großen Klosterhofes begonnen, der einen neuen und repräsentativen Festsaal enthalten sollte; die Pläne lieferte der Mettener Klosterbaumeister Benedikt Schöttl. Im Jahr 1739 begann der barocke Neubau der Pfarrkirche in Stephansposching.
Abt Augustin, der 1740 vom bayerischen Kurfürst zum Deputierten des Prälatenstandes ernannt wurde, bemühte sich auch um eine innere Erneuerung des Klosterlebens in Metten. Dazu bemühte er sich um eine Annäherung des Klosters an die Bayerische Benediktinerkongregation, der die Abtei Metten nicht beigetreten war. Diese Annäherung dokumentiert die von Abt Augustin durchgeführte Reform der Statuten, die das tägliche Leben im Kloster Metten regelten.
Mit dem Ausbruch des Österreichischen Erbfolgekrieges kamen nach 1740 die Arbeiten an den von Abt Augustin begonnenen Bauten zum Erliegen. Abt und Konvent hatten unter den Folgen des Krieges schwer zu leiden. Der österreichische Offizier und Freischärler Franz Freiherr von der Trenck fiel mit seinen Panduren in Metten ein und plünderte das Kloster. Der Krieg zwang 1742 Abt Augustin und den Konvent, das Kloster Metten zu verlassen und auf der anderen Seite der Donau in Stephansposching Zuflucht zu suchen. Hier starben der Abt und acht weitere Konventualen an einer infolge des Krieges ausgebrochenen Seuche. Die mit dem Krieg verbundene finanzielle Belastung führte dazu, dass die Bauten erst ein Jahrzehnt später unter den Nachfolgern von Abt Augustin vollendet werden konnten.